# Jemmapes (1892)
Pour les autres navires du même nom, voir Jemmapes (navire).
Le Jemmapes est un cuirassé garde-côtes de classe Valmy construit pour la Marine française à la fin du XIXe siècle. Lancé en 1892, il est mis en service en 1895 et rayé des listes en 1910.

## Conception
Avec la classe Bouvines, la classe Valmy marque un retour des cuirassés dits « garde-côtes ». Ils ont l'aspect de petits cuirassés, et leur taille se rapproche de celle des cuirassés de 2e rang. Le Valmy et le Jemmapes ont les œuvres mortes et la proue en forme de tortue, et leur coque basse sur l'eau se termine par un éperon. Ils ont un armement principal constitué de deux canons de 340 mm modèle 1887 : une tourelle à l'avant, une autre à l'arrière, celles-ci étant fermées grâce à l'utilisation de la poudre sans fumée. Ils disposent de plus de quatre canons de 100 mm modèle 1891 à tir rapide. Longs de 86,50 mètres et larges de 17,48 mètres, ils peuvent atteindre une vitesse de 16,7 nœuds (30,9 kilomètres par heure) grâce à leurs deux machines alimentées par 8 chaudières Lagrafel et d'Albret. Cette vitesse est drastiquement réduite par gros temps, l'avant étant recouvert par la mer.

## Histoire
La construction du cuirassé Jemmapes commence aux Ateliers et Chantiers de la Loire à Saint-Nazaire en 1890. Il est lancé en avril 1892 puis entre en service en 1895.
En 1900, il fait partie de l'escadre de la Méditerranée et participe à de grandes manœuvres, simulant une attaque sur Mers el-Kébir. En 1907, il est affecté comme garde-côtes à Cherbourg, puis il est finalement rayé des listes en 1910 et vendu en 1927 pour être démoli.

## Commandants
- Victor Maurice Fontaine (1857-1933), commandant en 1907 à Cherbourg[4]